# Система Кулиша
Систе́ма Кулиша́ или «кулишо́вка» (укр. кулішівка) — историческое украинское правописание, названное по имени П. А. Кулиша, применившего его в «Записках о Южной Руси» (т. 1, 1856) и в «Грамматике» («Граматке») (1857). Также использовалась в первом украинском литературном и общественно-политическом журнале «Основа», который издавали в 1861—1862 годах в Санкт-Петербурге В. М. Белозерский, Н. И. Костомаров и П. А. Кулиш.
Кулишовка (с некоторыми изменениями) употреблялась в печатных изданиях до её запрещения «Эмсским указом» 1876 года.

## Особенности правописания
Употреблялась буква і:
- на месте старого ятя (літо, сіно);
- на месте старых [o], [e] в закрытых слогах (стіл, жінка, пічь, осінь);
- на месте йотированного [ji] (Вкраіна, моіх, тихоі).

Буква ы не использовалась, заменяясь на и (синь, лисиця).
В роли разделительного знака в середине и в конце слов после согласных использовалась буква ъ (пъять, розвъязавъ, вітеръ, сміхъ).
Буква є в первоначальном варианте кулишовки употреблялась только после мягких согласных в именах среднего рода (весіллє, третє, щастє). Звук [e] передавался буквой е (друже, сестра); так же сперва передавалось и сочетание [je] после гласных (гуляе, думаешь) — в поздней кулишовке в последнем случае также стали употреблять є (відлучає, двоє, своє).
Употреблялась буква ё (ёму, слёзою, тёхнув, народнёго).
Взрывной [g] первоначально передавался латинской буквой g (дзиga, gуля), позже буквой ґ, в том числе и как предлог «к» (прямували ґ пустині Моавській).
В третьем лице возвратных глаголов писалось -т(ь)ця (вертаютьця, всміхнетця), позже -цця (народицця, станецця); во втором лице — -шся и -сся (одібьешся, вітаєсся).
Параллельно употреблялись приставки рос- и роз- (роскажуть, розчервонітися).
Вместо ф часто употреблялось хв: хвараон, Хвилистимська земля, Сихв, Яхвет или (перед согласными) х: Єхраім; на месте фиты — хт: Махтусайло.